# Achiridota
Genre
Achiridota est un genre d'holothuries (concombres de mer) abyssales, de la famille des Myriotrochidae.

## Liste des genres
Selon World Register of Marine Species (16 février 2015) :
- Achiridota inermis (Fisher, 1907)
- Achiridota profunda Heding, 1935
- Achiridota smirnovi O'Loughlin & VandenSpiegel, 2010